# Les Ifs
Les Ifs é uma comuna francesa na região administrativa da Normandia, no departamento de Sena Marítimo. Estende-se por uma área de 4 km². Em 2010 a comuna tinha 73 habitantes (densidade: 18,3 hab./km²).